# 岡田光司
岡田 光司（おかだ みつし、1967年 - ）は、日本の写真家。岡田フォトオフィス代表。

## 来歴
1967年（昭和42年）生まれ。新潟県新潟市出身（北海道生まれ）。1991年（平成3年）、新潟大学経済学部を卒業後、会社員を経てフリーランスの写真家へと転身した。
学生時代、前田真三の作品に感銘を覚えたことや、朝日が昇る海を撮影する中で写真の世界に惹かれ、ギャラリーで開いた写真展で出会ったストックフォト業者に写真を提供。カタログに掲載された自らの写真の数々を見て、写真家への夢を抱く。大学卒業後に入社した保険会社では映像担当部門を志望したものの、会社都合により他部署への異動を余儀なくされ、待遇への不満から退職。広告やブライダル用の写真、建築工事の竣工写真などを撮影する仕事をこなしつつ、合間を縫ってストックフォト用の風景写真撮影を行い、30歳でストックフォト専業となった。
1994年（平成6年）に結婚し、妻・康子との間に2人の子供をもうける。撮影で家を空けることが多かったことから、家族への負担を考慮し、1998年（平成10年）に一家で千葉県から妻の実家に近い長野県上田市へと移住した。以降、長野県を中心に、日本国内外の風景写真撮影に取り組んでいる。
撮影にあたっては光を意識し、写真レンズには自ら改造を施した「光芒レンズ」を使用。また、撮影地の全てを写真に撮り尽くすというスタイルは、「ペンペン草も生えない」という言葉になぞらえて「ペンペン草系」と呼称している。魅力ある写真が評価され、カレンダーや雑誌、ウェブサイト、テレビ番組やコマーシャルなどに作品を提供している。
2019年（令和元年）10月、台風19号による災害で上田電鉄別所線の千曲川橋梁が崩落。青空に映える赤い鉄橋を気に入っていた岡田は大きなショックを受ける。その後、地域の支援に支えられ復旧工事が進み、別所線は2021年（令和3年）3月に再び全線開通した。岡田夫妻は一連の復旧工事を写真に収め、物語を添えた写真絵本『赤い鉄橋を渡っていくよ』を制作。出版後反響を呼び、読書感想文コンクールの課題図書や、夏休み推薦図書に選出された。

## 代表作
信州上田物産館ウェブサイトによる。その他作品、写真展などの情報は#外部リンクの公式ウェブサイトを参照。
- 写真集
  - 『夢の記憶』清流出版、2005年、ISBN 978-4-86029-140-2
  - 『水への手紙』清流出版、2007年、ISBN 978-4-86029-215-7
  - 『風の中のI love you』清流出版、2009年、ISBN 978-4-86029-292-8
- カレンダー
  - 『小さな幸せ』シリーズ（山と渓谷社）
  - 『PURE』シリーズ（新日本カレンダー）
- 写真絵本
  - 岡田光司 写真、岡田康子 文『赤い鉄橋を渡っていくよ』文研出版、2022年、ISBN 978-4-580-82546-8
    - 長野県推奨図書、千葉県・福井県夏休み課題図書、トーハン「先生のすすめる夏休みすいせん図書」選出[7]。